# داني فيري (لاعب كرة قدم بريطاني)
داني فيري (بالإنجليزية: Danny Ferry)‏ هو لاعب كرة قدم ومدرب كرة قدم بريطاني في مركز الوسط، ولد في 31 يناير 1977 في غلاسكو في المملكة المتحدة. لعب مع نادي دمبرتون.